# Paul Scully-Power
Paul Desmond Scully-Power (Sydney, 28 de maio de 1944) é um oceanógrafo e ex-astronauta norte-americano, nascido na Austrália.

## Biografia
Estudou em Sydney e formou-se em Educação e Matemática Aplicada. Especialista em mar, qualificado como mergulhador da Marinha, ele tomou parte em 24 cruzeiros científicos, sendo o chefe da missão em 13 deles. Em 1967, foi convidado pela Real Marinha Australiana para fazer parte do primeiro grupo de pesquisas oceanográficas da Força e passou cinco anos, até 1972, como chefe de expedição. Depois de trabalhar em diversos projetos marinhos na Austrália e de fazer intercâmbios científicos nos Estados Unidos, emigrou para este país e assumiu um cargo de pesquisador no Centro de Sistemas Submarinos da Marinha dos Estados Unidos, como técnico de pesquisas e cientista senior.
Naturalizado em 1982, ele foi selecionado pela NASA em 1984 como especialista de carga para a missão do ônibus espacial que estudaria a biologia no espaço. Fez parte da tripulação da STS-41-G da Challenger, lançada ao espaço em outubro de 1984.
Scully-Power já publicou mais de sessenta artigos científicos nos campos da oceanografia, hidroacústica, sensoriamento remoto, biologia marinha e meteorologia. Considerado uma autoridade mundial em alguns destes campos, ele hoje trabalha como CEO de uma empresa privada de alta tecnologia no Vale do Silício.